# Хлорид олова(II)
Хлори́д о́лова(II) (дихлори́д олова, двухло́ристое о́лово) — бинарное химическое соединение олова и хлора с формулой SnCl2, солянокислая соль олова. 
При нормальных условиях представляет собой белый порошок. Плавится и при кипении разлагается. При стоянии на воздухе постепенно гидролизуется влагой и окисляется O2. Хорошо растворяется в малом количестве воды, при разбавлении раствора выпадает в осадок. Образует кристаллогидрат SnCl2∙2H2O, который имеет строение [Sn(H2O)Cl2]∙H2O («оловянная соль»). Реагирует со щелочами, гидратом аммиака. Сильный восстановитель, слабый окислитель.

## Физические свойства
- Температура плавления 247 °C[2] (кристаллогидрата 40,5 °C)
- Температура кипения 652 °C.

## Получение
- Растворение олова в соляной кислоте[2][3];
- Нагревание олова в токе хлороводорода[2] — так получают безводную соль.

## Применение
- В пищевой промышленности зарегистрирован в качестве пищевой добавки E512.
- Используется при крашении для протрав[2].
- Для химического лужения металлов.